# Jakub Woynarowski
Jakub Woynarowski (ou Kuba Woynarowski), né le 18 novembre 1982  à Stalowa Wola (Basses-Carpates), est un artiste contemporain polonais, auteur notamment de bandes dessinées expérimentales et commissaire d'exposition. Il vit et travaille à Cracovie.

## Biographie
Jakub Woynarowski a fait ses études à la faculté d'arts graphiques de l'Académie des beaux-arts de Cracovie. Il enseigne dans la section de dessin narratif de cette école.
Son œuvre comporte des bandes dessinées, des essais, de l'art visuel, de la vidéo et des  installations. Il est l'auteur de projets à la limite de la théorie et de la pratique visuelle, notamment une installation dans le pavillon polonais à la Biennale d'architecture de Venise en 2014. 
Une de ses spécificités est de présenter la réflexion théorique par des moyens visuels. Il est adepte de la théorie du complot, dont il reprend certains thèmes, en construisant son propre récit iconoclaste, des révolutions artistiques, religieuses et politiques de l'histoire de la culture occidentale moderne. À l'aide de graphiques, d'atlas ou des essais universitaires, il recrée l'histoire de l'art visuel. 
Dans le cadre du projet engagé en 2012 Novus Ordo Seclorum ("Le Nouvel Ordre des Siècles)", il rapproche les réalisations de courants artistiques anciens et modernes de motifs alchimiques et maçonniques, présentant l'histoire de l'art comme une théorie du complot. Il prend part également, en 2013, au projet européen Mécanismes pour une entente.

## Expositions
- Historia ogrodów : wystawa w Muzeum Regionalnym w Stalowej Woli, 2011[2] catalogue de l'exposition du même nom  (ISBN 978-83-6103249-6)
- Oddźwięki, Galeria Sztuki Współczesnej Bunkier Sztuki, 2014[3]

## Ouvrages publiés
- Dariusz Vasina, Jakub Woynarowski, Zgłowy, 2012
- Kuba Mikurda, Jakub Woynarowski, Corpus delicti, Korporacja Ha!art, Nowe Horyzonty, 2013  (ISBN 978-83-6405-708-3)
- White cubes/Black holes, 2011
- Armarium, 2011
- Teresa Leśniak, Jerzy Juruś, Jakub Woynarowski, Manggha, 2010
- Niepodległość komiksów 2: Underground, 2010  (ISBN 978-83-6232-168-1)
- Dariusz Vasina, Jakub Woynarowski, Niepodległość komiksów, 2009  (ISBN 978-83-92989-65-3)

## Distinctions
Il est lauréats de prix dans le domaine de la bande dessinée et du design :
- Grand prix au Festival international de la bande dessinée de Łódź (2007),
- Grand prix du concours national de livres et d'albums d'art (2011)[4].